# Sommer-Paralympics 2024/Teilnehmer (Gabun)
| stlisierte Goldmedaille | stlisierte Silbermedaille | stlisierte Bronzemedaille |
| ----------------------- | ------------------------- | ------------------------- |
| —                       | —                         | —                         |

Gabun entsandte für die Paralympischen Spiele 2024 in Paris zwei Leichtathleten.

## Teilnehmer

### Leichtathletik
| Athleten                       | Wettbewerb     | Vorlauf      | Vorlauf | Finale        | Finale        | Rang |
| Athleten                       | Wettbewerb     | Zeit/Weite   | Rang    | Zeit/Weite    | Rang          | Rang |
| ------------------------------ | -------------- | ------------ | ------- | ------------- | ------------- | ---- |
| Frauen                         |                |              |         |               |               |      |
| Audrey Fabiola Mengue Pambo    | Diskuswurf F57 | 12,37 m (PB) | 6       | ausgeschieden | ausgeschieden | 6    |
| Davy Rendhel Moukagni Moukagni | 100m T47       | 12,90 s (SB) | 8       | ausgeschieden | ausgeschieden | 17   |

PB: Persönliche Bestleistung

SB: Persönliche Saisonbestleistung